# Rocznik Historyczny Muzeum Historii Polskiego Ruchu Ludowego
Rocznik Historyczny Muzeum Historii Polskiego Ruchu Ludowego – czasopismo wydawane w Warszawie od 1995 roku. 

## Charakterystyka
Wydawcą jest Muzeum Historii Polskiego Ruchu Ludowego.
Publikowane są w nim naukowe prace dotyczące dziejów ruchu ludowego i partii chłopskich w Polsce oraz Europie. Kolegium redakcyjne tworzą: Janusz Gmitruk (przewodniczący), Stanisław Dąbrowski, Kazimierz Przybysz, Jerzy Mazurek, Arkadiusz Indraszczyk (sekretarz).